# Selma Rosun
Selma Sharon Jessika Rosun, née le 26 avril 1991 à Saint-Pierre, est une athlète mauricienne. 

## Biographie
Selma Rosun est médaillée de bronze du lancer du javelot aux championnats d'Afrique juniors 2009 à Bambous, aux Jeux des îles de l'océan Indien 2011 à Mahé, aux Jeux de la Francophonie 2013 à Nice et aux championnats d'Afrique 2014 à Marrakech.
Elle est médaillée d'argent du lancer du disque et médaillée de bronze du lancer du javelot aux Jeux des îles de l'océan Indien 2015. 
Elle est médaillée d'or du lancer du javelot aux Jeux des îles de l'océan Indien 2019 ainsi qu'aux Jeux de la Francophonie de 2023.